# Лоуренс Саммерс
Лоренс Генрі Саммерс (англ. Lawrence Henry Summers; нар. 30 листопада 1954, Нью-Гейвен, Коннектикут) — американський економіст, директор Національної економічної ради (з 20 січня 2009 до 31 грудня 2010). Член Більдерберзького клубу, Ради з міжнародних відносин, міністр фінансів при Клінтоні, головний економіст у Світовому банку, колишній президент Гарвардського університету, член ради директорів Brookings Institute (Інститут Брукінгс), будучи службовцем Міжнародного валютного фонду був переконаним прихильником глобалізації, протеже Девіда Рокфеллера, учень Роберта Рубіна.